# Chromatomyia thermarum
Chromatomyia thermarum este o specie de muște din genul Chromatomyia, familia Agromyzidae, descrisă de Griffiths în anul 1976. Conform Catalogue of Life specia Chromatomyia thermarum nu are subspecii cunoscute.